# Gangan Comics
Gangan (ガンガン Gangan?) es un sello editorial de manga propiedad de Square Enix. Publica manga en varias revistas dirigidas a diferentes grupos demográficos de lectores en el mercado japonés. Sus revistas albergan algunas series de manga que se adaptaron a series de anime populares, como Fullmetal Alchemist, Nabari no Ō, Inu x Boku SS y Soul Eater.

## Revistas

### Activas
- Shōnen Gangan (desde 1991)
- Gekkan GFantasy (desde 1993)
- Young Gangan (desde 2004)
- Gangan Online (desde 2008)
- Gangan Joker (desde 2009)
- Big Gangan (desde 2010)
- Manga UP! (desde 2018)

### Descontinuadas
- Gangan Powered (2001 – 2009)
- Gekkan Gangan Wing (1996 – 2009)